# Битка при Урук
Битката при Урук е една от решаващите битки, с които Саргон Велики успява да подчини Шумер. Единствената информация за битката е оцеляла, благодарение на копие на надпис от Нипур и дори датата не е уточнена със сигурност. По време на военната си кампания, Саргон атакува и разрушава шумерския град Урук. Оцелелите напускат града и се присъединяват към другите шумерски войски (събрани от близо 50 провинции), които са под водачеството на цар Лугалзагеси от Ума, който е основния съперник на Саргон за контрол над Шумер. В последвалата битка, състояла се близо до Урук, вероятно около 2271 пр.н.е., армията на Лугалзагеси е разбита и обърната в бягство.. Самият цар на Ума е пленен и докаран до Нипур, „влачен като куче“.